# Washoe County
Washoe County ist ein County im US-Bundesstaat Nevada. Verwaltungssitz (County Seat) ist Reno. Von 1861 bis 1871 war Washoe City der Verwaltungssitz.
Nach Angaben des United States Census Bureau beträgt die Fläche des Washoe County 16.968 Quadratkilometer; davon sind 541 Quadratkilometer Wasserfläche.

## Demographische Daten

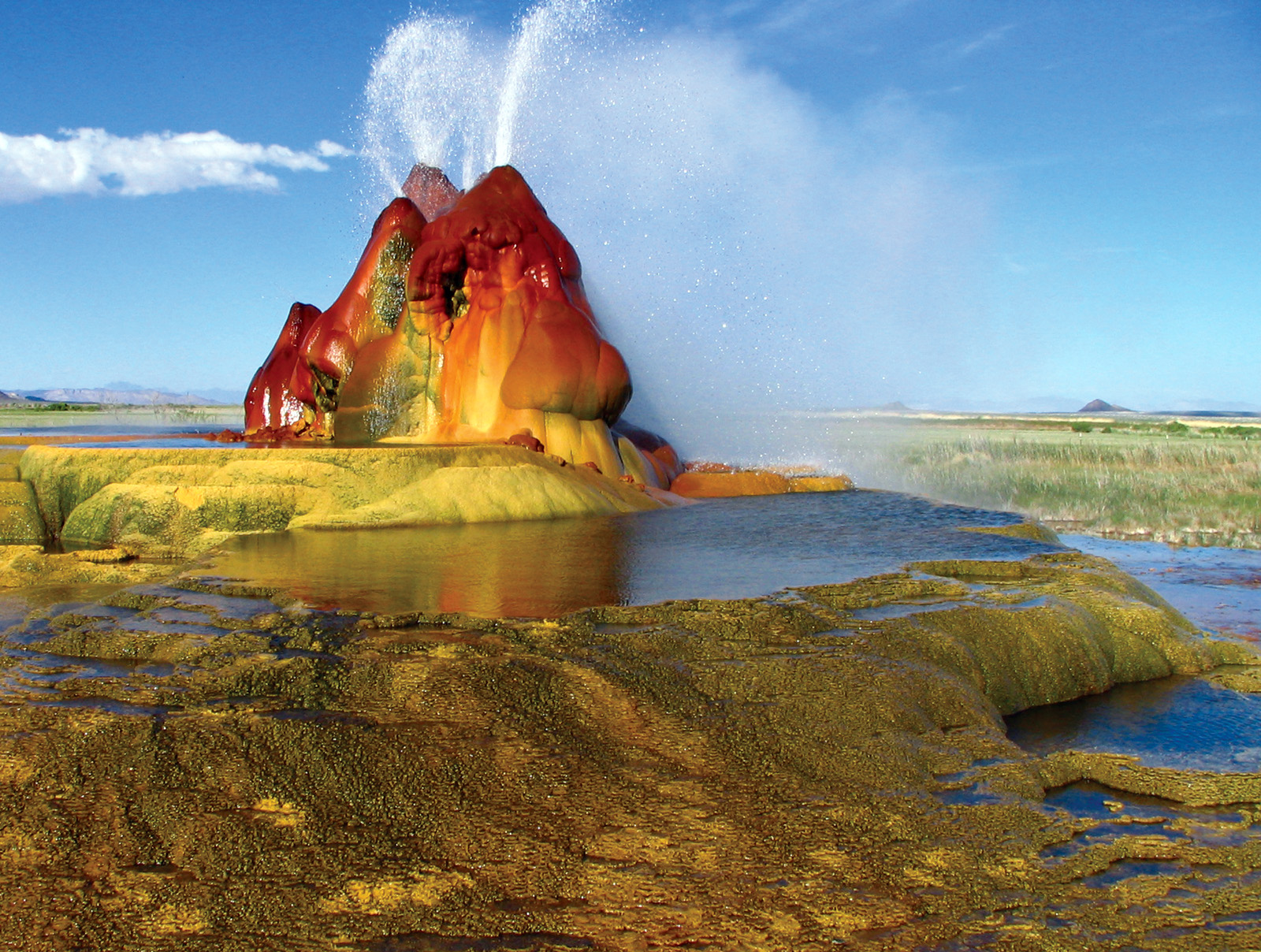
Fly Geyser in der Black Rock Desert

Nach der Volkszählung im Jahr 2000 lebten im County 339.486 Menschen. Es gab 132.084 Haushalte und 83.741 Familien. Die Bevölkerungsdichte betrug 21 Einwohner pro Quadratkilometer. Ethnisch betrachtet setzte sich die Bevölkerung zusammen aus 80,41 % Weißen, 2,09 % Afroamerikanern, 1,82 % amerikanischen Ureinwohnern, 4,28 % Asiaten, 0,46 % Bewohnern aus dem pazifischen Inselraum und 7,67 % aus anderen ethnischen Gruppen; 3,28 % stammten von zwei oder mehr ethnischen Gruppen ab. 16,58 % Prozent der Bevölkerung waren spanischer oder lateinamerikanischer Abstammung.
Von den 132.084 Haushalten hatten 31,10 % Kinder und Jugendliche unter 18 Jahre, die bei ihnen lebten. 47,90 % waren verheiratete, zusammenlebende Paare, 10,30 % waren allein erziehende Mütter. 36,60 % waren keine Familien. 27,00 % waren Singlehaushalte und in 7,70 % lebten Menschen im Alter von 65 Jahren oder darüber. Die Durchschnittshaushaltsgröße betrug 2,53 und die durchschnittliche Familiengröße lag bei 3,09 Personen.
Auf das gesamte County bezogen setzte sich die Bevölkerung zusammen aus 24,90 % Einwohnern unter 18 Jahren, 9,80 % zwischen 18 und 24 Jahren, 31,00 % zwischen 25 und 44 Jahren, 23,80 % zwischen 45 und 64 Jahren und 10,50 % waren 65 Jahre alt oder darüber. Das Durchschnittsalter betrug 36 Jahre. Auf 100 weibliche Personen kamen 102,80 männliche Personen, auf 100 Frauen im Alter ab 18 Jahren kamen statistisch 101,80 Männer.
Das jährliche Durchschnittseinkommen eines Haushalts betrug 45.815 USD, das Durchschnittseinkommen der Familien betrug 54.283 USD. Männer hatten ein Durchschnittseinkommen von 36.226 USD, Frauen 27.953 USD. Das Prokopfeinkommen betrug 24.277 USD. 10,00 % der Bevölkerung und 6,70 % der Familien lebten unterhalb der Armutsgrenze. 12,20 % davon waren unter 18 Jahre und 6,20 % waren 65 Jahre oder älter.

## Geschichte
Ein Ort im County hat den Status einer National Historic Landmark, das Francis G. Newlands Home. 77 Bauwerke und Stätten des Countys sind insgesamt im National Register of Historic Places eingetragen (Stand 14. Februar 2018).
Während das County bis in die 1990er Jahre eine Hochburg der Republikaner war, gewannen die Demokraten durch das schnell wachsende Reno seitdem an Wählern, sodass sie seit dem Sieg Barack Obamas bei der Präsidentschaftswahl 2008 nur noch knapp hinter den Republikanern stehen, was die Zahl der für sie registrierter Wähler angeht. Washoe galt deshalb jahrelang als swing district, in dem knappe bundesstaatsweite Wahlen entschieden wurden, während der demokratische Vorsprung des im Süden Nevadas liegenden, Las Vegas enthaltenden Clark County, in dem 70 Prozent der Einwohner des Bundesstaates leben, durch die gesamten restlichen, ländlichen und republikanisch dominierten Countys ausgeglichen wurde. Bei den Wahlen im November 2018 setzten sich hingegen Kandidaten aus dem Süden Nevadas gegen die Senats- und Gouverneurskandidaten der Republikaner aus dem Washoe County, Dean Heller und Adam Laxalt, auch dort durch, was laut Beobachtern dafür spricht, dass Washoe County in Richtung eines strukturellen Vorteils für die Demokraten tendiert.

## Orte im County
- Border Town
- Cold Springs
- Copperfield
- Crystal Bay
- Dodge
- Empire
- Flanigan
- Fleish
- Franktown
- Gerlach-Empire
- Golden Valley
- Grand View Terrace
- Hafed
- Hidden Valley
- Incline Village
- Lawton
- Lemmon Valley
- Martin
- Mogul
- Mustang
- New Washoe City
- Nixon
- Olinghouse
- Panther Valley
- Patrick
- Phil
- Pleasant Valley
- Pyramid
- Raleigh Heights
- Reno
- Reynard
- Sand Pass
- Sano
- Smoke Creek
- Spanish Springs
- Sparks
- Steamboat
- Sun Valley
- Sutcliffe
- Thisby
- Verdi
- Vista
- Vya
- Wadsworth
- Washoe City
- West Reno
- Zenobia